# 서수지 요금소
서수지 요금소(西水枝料金所, W.Suji TG)는 경기도 용인시 수지구 성복1로 260 (신봉동)에 위치한 용인서울고속도로 본선 상의 요금소이다. 서수지 나들목에서 서울방향으로 약 400m, 서분당(고기) 나들목에서 용인방향으로 약 3.8km 떨어진 곳에 있다.
2009년 7월 1일 용인서울고속도로가 개통되면서 영업을 개시했다. 관리는 경수고속도로 서수지영업소에서 하고 있으며, 경수고속도로 본사 또한 이 곳에 위치하고 있다.

## 연혁
- 2009년 7월 1일 : 용인서울고속도로 개통과 함께 영업 개시[1]

## 통행료
아래 통행료는 2015년 10월 29일 조정 기준이다.
| 구분 | 통행료 (2015년 10월 29일 이전) | 2015년 10월 29일 이후 통행료 |
| ---- | ------------------------------ | ---------------------------- |
| 경차 | 550                            | 500                          |
| 1종  | 1,100                          | 1,000                        |
| 2종  | 1,100                          | 1,000                        |
| 3종  | 1,100                          | 1,000                        |
| 4종  | 1,400                          | 1,300                        |
| 5종  | 1,500                          | 1,500                        |